# Jacob A. Riis
Jacob August Riis (Ribe, 3 mei 1849 — Barre, 26 mei 1914) was een naar New York geëmigreerde Deense journalist en fotograaf. Hij was zeer sociaal bewogen en dankzij zijn indringende fotoreportages van de leefomstandigheden in de sloppenwijken in New York werden er belangrijke verbeteringen tot stand gebracht.
Riis werd in Ribe geboren en emigreerde in 1870 naar New York. Hij leefde enige tijd in armoedige omstandigheden, maar vond in 1873 een baan bij de Evening Sun. Hij schreef artikelen en leerde zichzelf de kunst van het fotograferen. Zijn werk heeft veel invloed gehad op de Amerikaanse documentaire fotojournalistiek.
In 1888 verliet hij de Sun en begon te werken aan zijn boek How the Other Half Lives. Hij was een van de eerste fotografen die flitslichtpoeder gebruikte, waardoor hij ook binnenshuis en 's avonds kon fotograferen. De daaropvolgende jaren bleef hij schrijven en lezingen geven over de armoede in de sloppenwijken.
Hij overleed drie weken na zijn 65ste verjaardag.

## Voorbeelden van zijn werk

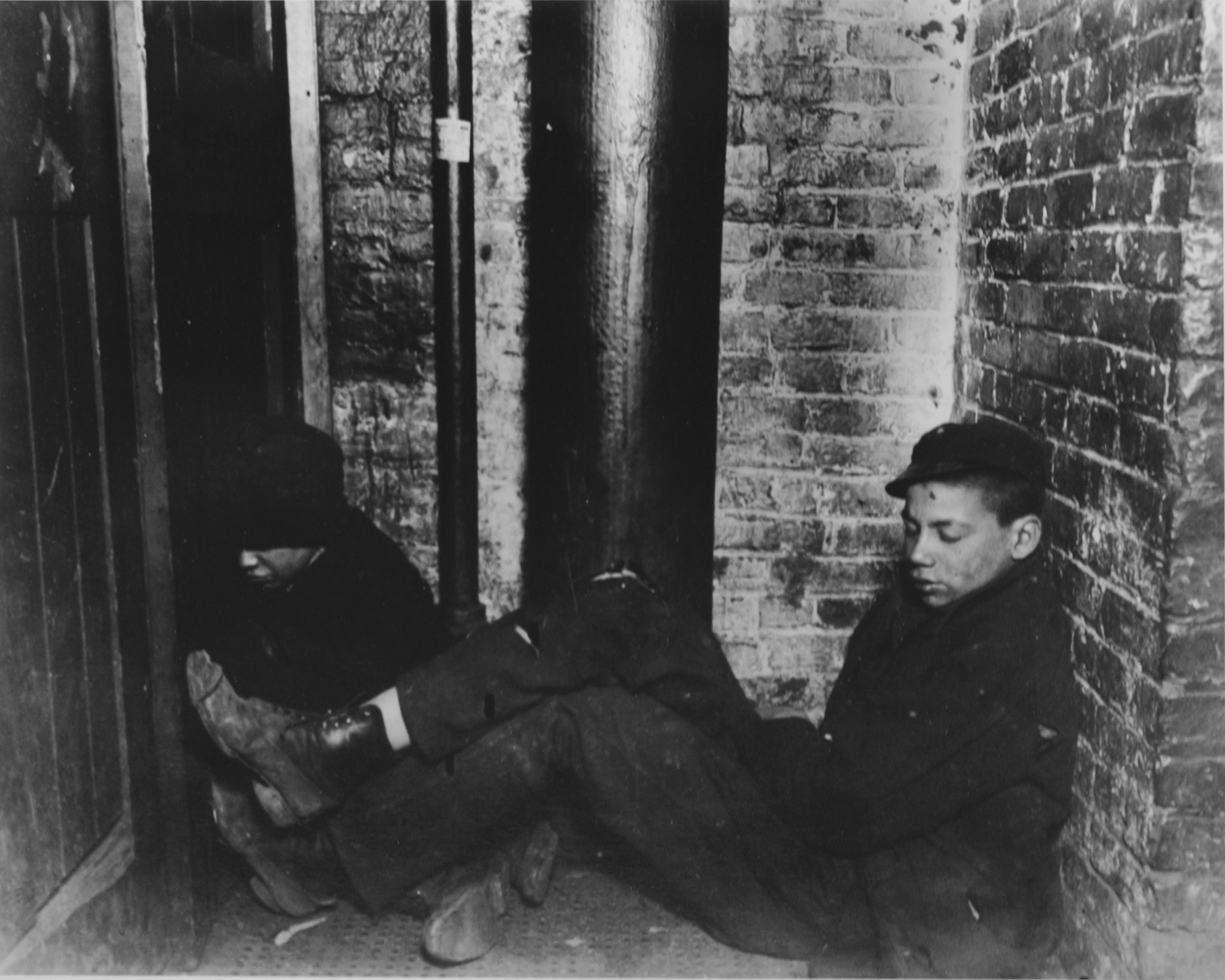
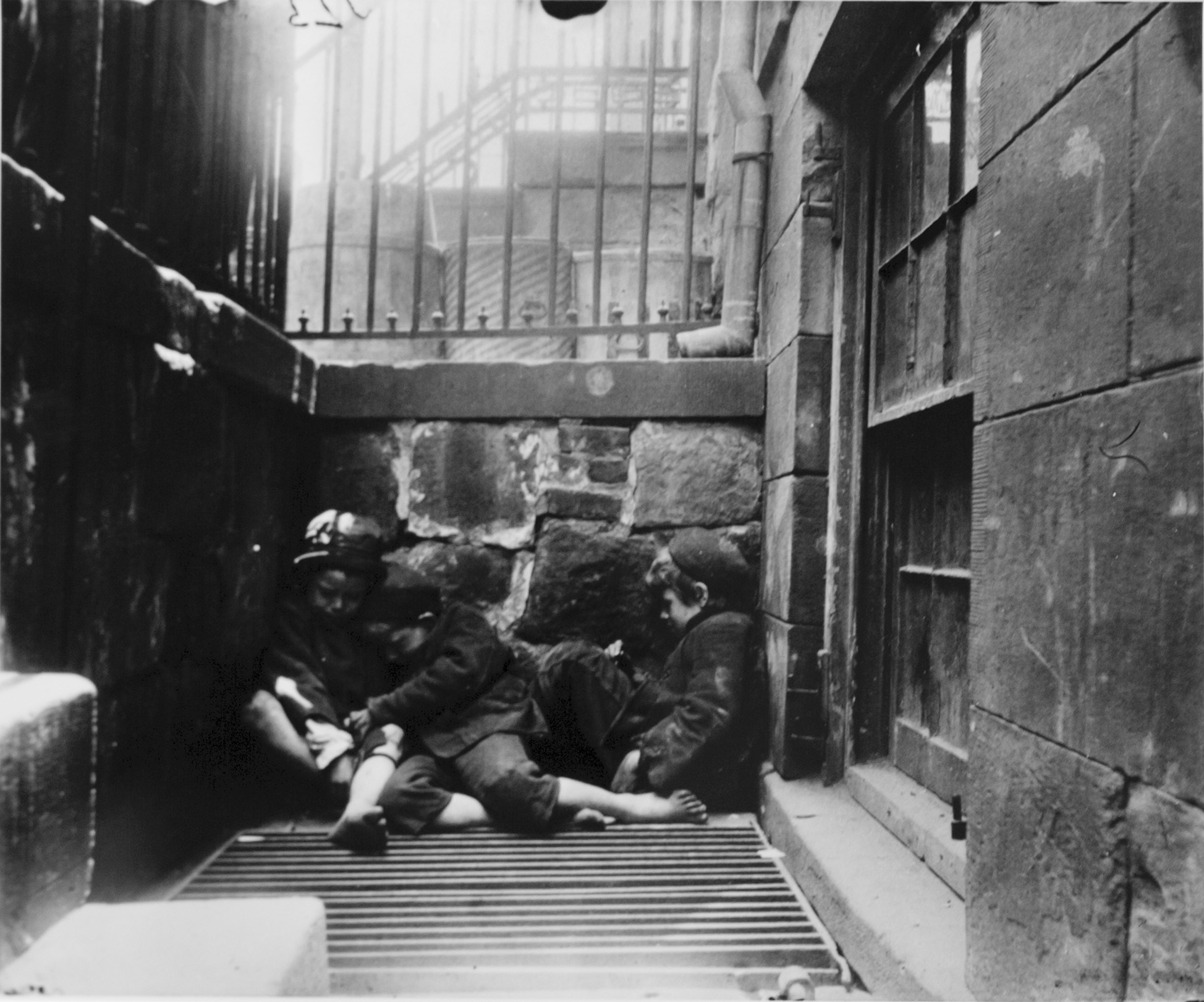
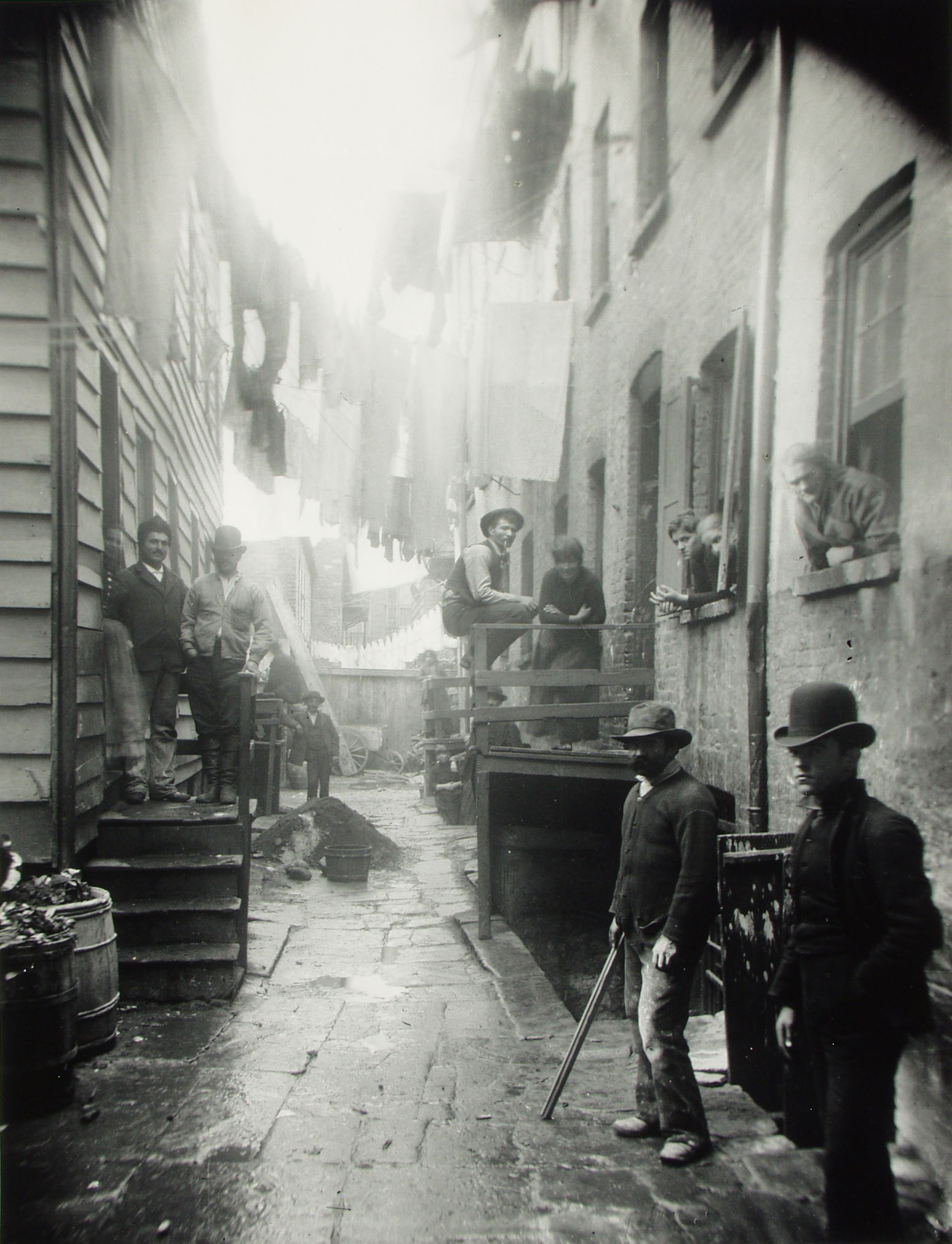
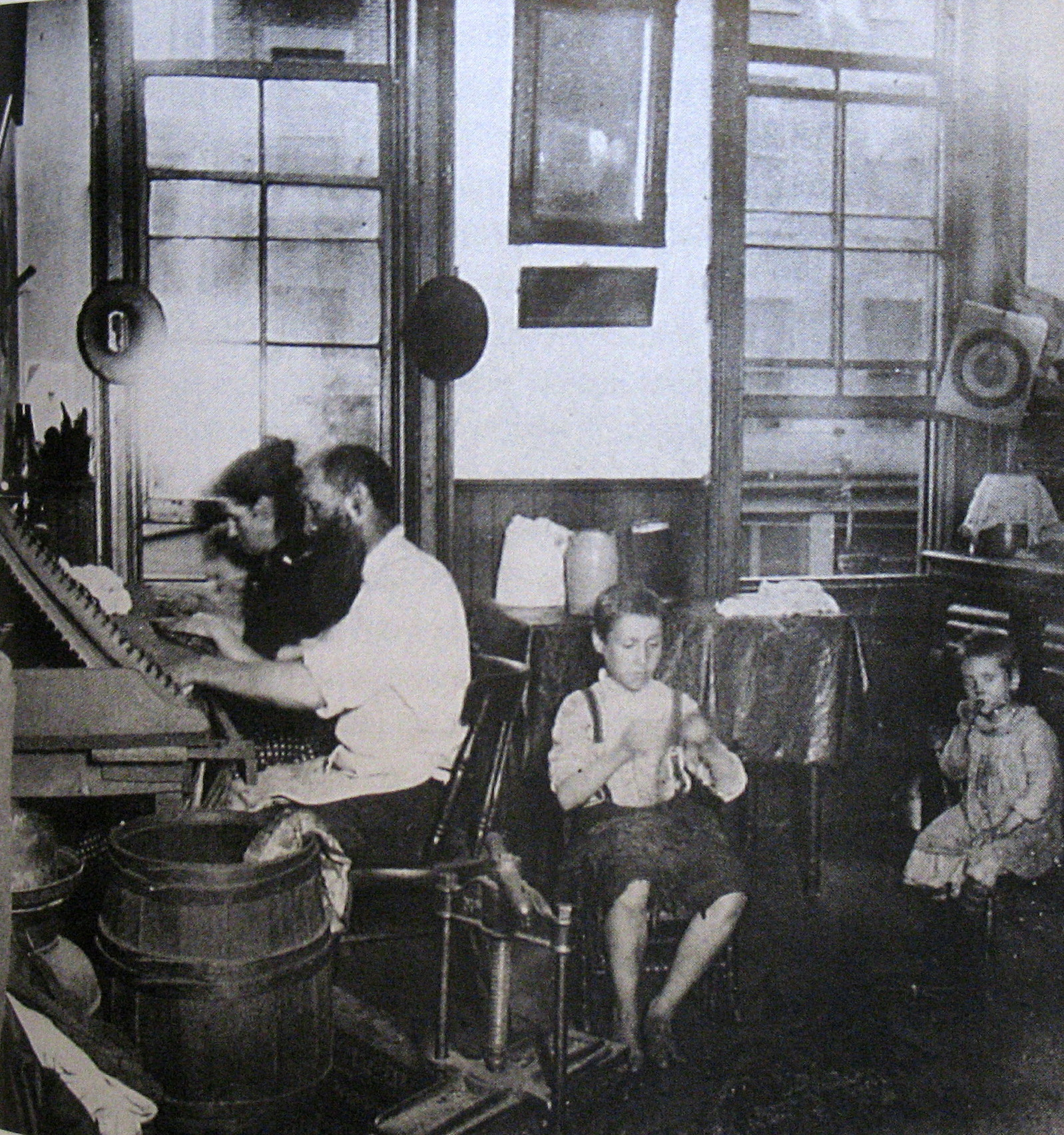
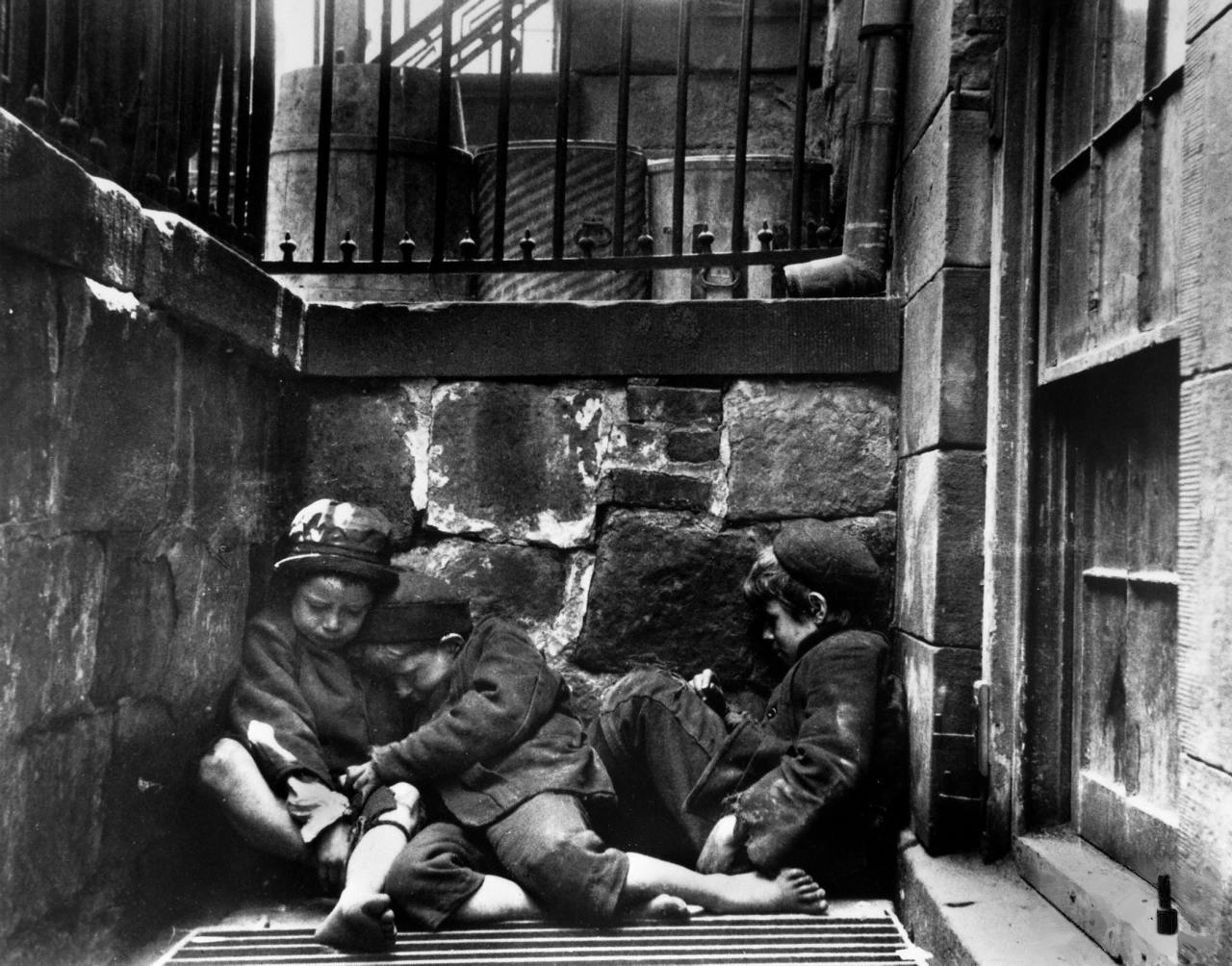

- Bibsys: 90193005
- Bibliothèque nationale de France: cb123379582 (data)
- CiNii: DA03791999
- Gemeinsame Normdatei: 11931889X
- International Standard Name Identifier: 0000 0001 0904 0023
- Library of Congress Control Number: n80038476
- Bibliotheek van het Japanse parlement: 001292399
- Nationale Bibliotheek van Tsjechië: osd2012695804
- Nationale bibliotheek van Australië: 36332147
- Nationale Bibliotheek van Israël: 987007266998605171
- Nederlandse Thesaurus van Auteursnamen: 071089012
- PIC: 2976
- Réseau des bibliothèques de Suisse occidentale: 02-A009292465
- RKD-Nederlands Instituut voor Kunstgeschiedenis: 377587
- LIBRIS: 303234
- SNAC: w63w067b
- Système universitaire de documentation: 067232469
- Trove: 1247456
- Union List of Artist Names: 500063987
- Virtual International Authority File: 56682145
- WorldCat: E39PBJgt9jhvjpC3yyxKHHc9Dq